# 安坪镇 (辰溪县)
安坪镇，是中华人民共和国湖南省怀化市辰溪县下辖的一个乡镇级行政单位。

## 行政区划
安坪镇下辖以下地区：
安坪社区、王安坪村、王家洲村、新屋场村、长路坪村、渔业村、曾家坪村、湄河湾村、九岩坪村、瞿家人村、竹搭桥村、蒋家坪村、迎龙村、辩溪村、翁鸡坪村和蛮田垅村。